# La donna mancina (film)
La donna mancina (Die linkshändige Frau) è un film tedesco del 1978 diretto da Peter Handke.
Il film fu presentato in concorso al Festival di Cannes 1978.

## Trama
Marianne, sposata da circa dieci anni con Bruno, decide improvvisamente di separarsi dal marito e affrontare con forza un avvenire di solitudine.

## Produzione
Il film è tratto dal romanzo omonimo dello stesso Handke. Vi sono tuttavia alcune differenze di ambientazione. Mentre nel romanzo la coppia, benestante ma non ricca, viveva in un bungalow in affitto su una collina in prossimità di una città con l'aeroporto (località identificata con Kronberg im Tanus, sita vicino a Francoforte sul Meno), nel film la coppia, sebbene tedesca, abita in Francia, nell'area metropolitana di Parigi; le riprese sono state effettuate a Clamart.

## Riconoscimenti
- 1978 - Prix Georges Sadoul
- Deutscher Film Preis
  - Premio del cinema tedesco per il miglior montaggio
- Arbeitsgemeinschaft Kino – Gilde deutscher Filmkunsttheater
  - Premio per il miglior film tedesco a Peter Handke